# Mike Brown (rugbista)
Michael Noel Brown (Southampton, 4 settembre 1985) è un ex rugbista a 15 internazionale per l'Inghilterra, attivo in carriera nel ruolo di estremo.

## Biografia
Brown esordì nel rugby professionistico nel 2005, quando fu schierato nel XV titolare degli Harlequins: utilizzato in un test precampionato contro i London Irish, esordì in campionato nel corso della stagione; nel frattempo fu anche convocato per la Coppa del Mondo di rugby U-21 con la selezione inglese di categoria.
Alternando presenze tra la prima squadra e la giovanile, si guadagnò anche le prime convocazioni negli England Saxons, e all'inizio del 2007 fu convocato nell'Inghilterra senior per due test match contro il Sudafrica, gli unici full international a tutt'oggi disputati da Brown.
Nonostante le buone prove, non fu selezionato tra i 30 convocati per la Coppa del Mondo di rugby 2007, ma fu chiamato di nuovo per i Saxons nel Sei Nazioni 2008 di categoria.
Nel 2008 Mike Brown fu convocato per la Nazionale maggiore in vista del tour in Nuova Zelanda.
Nel 2025, a 39 anni, ha annunciato il suo ritiro dal rugby giocato dopo 280 partite di club in Premiership (all'epoca quarto in ordine di presenze totali).

## Palmarès
- Premiership: 2
Harlequins: 2011-12, 2020-21
- Challenge Cup: 1
Harlequins: 2010-11